# Auf verlorenem Posten (1973)
Auf verlorenem Posten (Originaltitel: La polizia è al servizio del cittadino?, etwa: „Die Polizei steht im Dienste des Bürgers?“) ist ein italienisch-französischer Kriminalfilm aus dem Jahr 1973, den Romolo Guerrieri inszenierte. Der Film wurde am 29. Dezember 1989 erstmals als Fernsehbeitrag im deutschen Sprachraum gezeigt; Alternativtitel ist Der letzte Beweis.

## Handlung
Ein Mann wird im Hafen von Genua an einem Kran aufgehängt; Kommissar Sironi, getrennt lebend und von seinem Sohn in Auseinandersetzungen verstrickt, nimmt die Ermittlungen auf und muss sich immer wieder von Vorschriften einengen lassen. Er findet zu einer Bande, die die Preise auf dem Großmarkt kontrolliert, stößt jedoch auf das Gesetz des Schweigens, aus dem Weg geräumte mögliche Zeugen und einen bestechlichen Mitarbeiter, Kommissar Marino.
Trotz aller Widrigkeiten kann Sironi eine Falle mittels abgehörter Gespräche stellen, doch als auch diese Beweismittel aus der Polizeizentrale verschwinden, beschließt er, auf eigene Faust zu handeln und stellt den offenbar verantwortlichen Ingenieur Brera. Ein außer Kontrolle geratener Zug hilft ihm bei seinem Plan.

## Kritik
„Brutal ist dieses Werk wirklich. […] Hinzu kommen die sehr gute Fotografie und die variable, der jeweiligen Stimmung angepaßte Musik“, urteilt „Karsten Thurau“ im Referenzwerk „Der Terror führt Regie“. Der Italiener Marco Giusti lobte ebenfalls die Arbeit des Kameramannes. Das Lexikon des internationalen Films äußerte weniger begeistert: „Thriller, der trotz tiefer greifender Ansätze in vordergründiger Spannungsmache steckenbleibt.“

## Bemerkungen
Der Soundtrack wurde auf einer Split-CD veröffentlicht.